# Captivi
Captivi (I prigionieri) è una commedia di Plauto scritta intorno al 193 a.C., divisa in cinque atti e ambientata durante la guerra fra Etoli ed Elei.

## Personaggi
- Ergasilo, parassita: è il personaggio più divertente della commedia. Perennemente bramoso di cibo e affamato, questo parassita tenta sempre di sbafare cibo.
- Egione, vecchio: è il protagonista della commedia. È un uomo ricco e anziano, viene raggirato dal piano ideato da Filocrate, ma nonostante ciò, quando Filocrate torna da lui con Filopolemo, dimostra la sua lealtà liberandolo insieme al suo schiavo Tindaro, che si rivela essere il suo figlio rapito vent'anni prima.
- Filocrate, giovane prigioniero: è il giovane Eleate comprato da Egione per riscattare il figlio. È un personaggio molto scaltro e intelligente infatti è colui che escogita il piano di scambiare il nome e il ruolo con il suo servo Tindaro.
- Tindaro, servo di Filocrate, prigioniero e figlio d'Egione: è di nascita libera, è figlio dello stesso Egione. Manifesta affetto e devozione nei confronti di Filocrate, suo padrone.
- Aristofonte, giovane prigioniero: è l'incauto prigioniero che nulla sa dell'inganno, che conosce la vera identità di Tindaro e che determina la scoperta del piano. Aristofonte, irritato di fronte ai numerosi tentativi di Tindaro di metterne in dubbio la sincerità e la sanità mentale, diventa un inesorabile accusatore. Egli svolge dunque un ruolo determinante nello scioglimento dell'equivoco, ma in modo del tutto inopportuno, danneggiando Tindaro, suo compagno di schiavitù, e indirettamente Filocrate.
- Filopolemo, figlio d'Egione: non compare mai come personaggio attivo all'interno della commedia anche se tutta la vicenda si deve a lui. Egli è infatti il figlio di Egione catturato in battaglia dagli Eleati.
- Stalagmo, servo d'Egione: questo servo è forse l'unico, nelle commedie plautine, privo di qualsiasi tratto positivo. Stalagmo è lo schiavo fuggitivo che aveva sottratto Tindaro da piccolo ad Egione e che lo aveva venduto. Egli stesso riconosce di essere bugiardo, maligno e traditore.
- Servi sferzatori: gli schiavi sferzatori non hanno un ruolo importante nella commedia, sono i servi di Egione, hanno più che altro un ruolo funzionale poiché introducono o portano fuori scena alcuni personaggi.

## Argomentum
Questo l'argumentum, cioè la sinossi dell'opera che viene presentata al pubblico, in questo caso anche con un acrostico:
{\displaystyle a}lium quadrimum fugiens servos vendidit.

{\displaystyle P}ater captivos commercatur Aleos

{\displaystyle t}antum studens ut gnatum <captum> recuperet,

{\displaystyle e}t inibi  ·  emit olim amissum filium.

{\displaystyle I}s, suo cum domino veste vorsa ac nomine,

{\displaystyle u}t ammittatur fecit: ipsus plectitur.

{\displaystyle E}t is reduxit captum et fugitivom simul,

{\displaystyle i}ndicio quoius alium agnoscit filium.»
{\displaystyle a}sportato da casa e venduto da uno schiavo fuggitivo, è la sorte dell'altro.

{\displaystyle P}rigionieri Elei sono commerciati dal padre

{\displaystyle t}ratto smaniosamente a ricuperare il figlio fatto prigioniero;

{\displaystyle e} fra l'altro gli capita di comprare l'altro figlio che gli era stato rapito.

{\displaystyle I}nvertito il nome e le vesti col suo attuale padrone, questi gli permette di scappare

{\displaystyle v}ia dalla prigionia, ma per questo si espone a un duro castigo.

{\displaystyle E} il figlio prigioniero e lo schiavo fuggitivo sono però riportati insieme dal giovane padrone fuggito;

{\displaystyle i}l vecchio dalle prove offertegli dallo schiavo riconosce l'altro figlio.»
(Tito Maccio Plauto, Captivi)

## Trama
Nella regione della Grecia centrale, un vecchio uomo etole, di nome Egione, era padre di due figli, uno dei quali era stato rapito alla nascita e ormai dato per disperso, e l'altro che era appena caduto prigioniero nella guerra contro gli Elei. Egione, così, diventa commerciante di schiavi al fine di trovarne uno da poter scambiare col secondo figlio. Tra gli schiavi che compra abbiamo Filocrate con il suo servo di nome Tindaro. Questi ingannano Egione scambiandosi la loro identità in modo che Filocrate venisse liberato così da riuscire ad andare dagli Elei per contrattare la liberazione di Filipolemo, figlio di Egione. Quest'ultimo, però, si accorge dell'inganno e così decide di vendicarsi condannando Tindaro ai lavori forzati. Pochi giorni dopo, però, Filocrate torna portando con sé Filopolemo e il responsabile di tutta la sofferenza di Egione, Stalagmo, cioè colui che ad Elea aveva venduto anni prima uno dei due figli di Egione. Stalagmo dichiara che Tindaro era proprio il figlio di Egione e così quest'ultimo, tra la stupefazione, decide di incatenare Stalagmo e di dare ricchezza e vita prosperosa ai suoi due figli tanto attesi e tanto ricercati.

### I Atto
La scena si svolge nella casa di Egione dove Filocrate, nobile eleate, e Tindaro, suo schiavo, sono suoi prigionieri e legati in disparte. Ergasilo dice di essere un parassita poiché mangiava il cibo altrui e spera vivamente che Egione ritrovi il figlio perché altrimenti sarebbe costretto ad abbandonare la casa. Egione si assicura che tutti i prigionieri siano legati così che possano passeggiare liberamente e non possano scappare. Successivamente Ergasilo nel giorno del suo natalizio incontra Egione e quest'ultimo decide di invitarlo a cena.

### II Atto
Filocrate e Tindaro chiamano gli aguzzini e chiedono loro se è possibile togliere le catene, ma ovviamente questi non accettano e i prigionieri decidono di fare un'altra proposta: parlare privatamente lontano da tutti. Così iniziano a ordire un inganno che consiste nello scambiarsi i ruoli ovvero Tindaro diventa il padrone e Filocrate il suo schiavo. Filocrate, quando Egione torna a casa, inizia ad attuare il piano prestabilito parlando come se fosse Tindaro; afferma che quest'ultimo appartiene a una famiglia molto potente, così Egione va a parlare con Filocrate (in realtà Tindaro) e pattuisce di mandare Tindaro (in realtà Filocrate) a riscattare suo figlio, che si trovava a casa di un medico e se non l'avesse riportato avrebbe dovuto pagare 20 mine.

### III Atto
Aristofonte, un prigioniero, però, rivela l'inganno a Egione; Tindaro si dispera poiché crede che il padrone si vendichi contro di lui e cerca in tutti i modi di nascondere la sua identità ma non riuscendoci viene incatenato e portato in una cava di pietra. Infine Egione ringrazia Aristofonte ma, non avendo più pietà di nessuno, lo incatena nonostante l'avesse aiutato.

### IV Atto
Ergasilo parla con Egione e gli dice di aver visto il suo figliuolo Filopolemo sano e salvo al porto. Quindi Egione promette a Ergasilo che lo avrebbe fatto banchettare eternamente se avesse detto il vero e così si reca celermente sul posto per constatare coi suoi occhi ciò che aveva detto Ergasilo.

### V Atto
Filocrate, infatti, rispettando il patto, stava ritornando con Filopolemo e Stalagmo da Egione. Una volta ritornati, Filocrate chiede di liberare Tindaro e Egione accetta la proposta. Quest'ultimo vuole anche parlare con Stalagmo che afferma di aver venduto suo figlio minore a Teodoromede, il padre di Filocrate. Allora Egione richiama Filocrate e gli chiede se davvero hanno venduto a suo padre un servo 20 anni prima e Filocrate dice che l'unico servo che aveva comprato era Tindaro. Quindi Egione manda Stalagmo a lavorare nelle cave al posto di Tindaro che invece viene liberato e così dona una vita migliore a entrambi i suoi figli.

## Caratteristiche

### Ambientazione
La commedia è ambientata in una città dell'Etolia, regione della Grecia centrale, sul golfo di Corinto. Alcune scene sono poste su una piazza, davanti alla casa di Egione, altre all'interno della prigione e altre all'interno dell'abitazione.

### Lo stile
Questa breve ma intricata commedia di Plauto si può definire una "commedia del buon costume", poiché non vi sono versi sconci e personaggi come la cortigiana malvagia, il lenone e il servo sbruffone, come accade nella maggior parte delle commedie. Non vi si trovano né palpeggiamenti, né intrighi amorosi, né sostituzione di bimbi, né truffe di denaro. Non c'è il giovane innamorato che riscatta una sgualdrina di nascosto dal padre.
Il tema centrale è sicuramente l’affetto paterno: infatti Egione è disposto a sacrificare anche il patrimonio familiare pur di poter riavere il proprio figlio sano e salvo dalla prigionia. Il dolore dovuto alla scoperta dell'inganno esalta ancora di più questa tematica, e la carica di frustrazione, quella di un padre che aveva già perso tempo prima un figlio, rapitogli da uno schiavo.
È presente anche la rottura scenica sotto forma di metateatro come nell'atto IV la frase: "Ora sul collo il mantello io mi getto, come fanno nelle commedie i servi".

### Affinità con altre commedie
Il Trinummus è la commedia più affine ai Captivi poiché utilizza un tono serio e riguardante una serie di interessi etici caratteristici della commedia attica nuova e poiché possiede uno sfondo eticamente severo ed è priva di personaggi femminili. Nei Captivi, come nel Trinummus, domina lo spirito della commedia nuova, la propensione a porsi problemi morali e ad analizzare la struttura e la sostanza etiche della società.
Il Poenulus e la Rudens sono sempre affini ai Captivi per le loro tonalità patetiche, ma anche l'Amphitruo poiché è rappresentato proprio come tragicommedia. Come in quest'ultimo nei Captivi l'elaborazione plautina si rivela nella cura con cui è potenziato il personaggio del servo sosia, l'unico elemento comico e addirittura l'introduzione del personaggio parassita. Questo porta a un contrasto di tono passando da quello grave della commedia a quello della festività.

### Il linguaggio
Plauto si avvale del sermo familiaris, cioè il linguaggio della conversazione quotidiana nella Roma antica.
Il linguaggio che prevale sulla scena è caratterizzato dal discorso diretto tra i vari personaggi e riflessioni personali.